# Hans-Jörg Tauscher
Pour les articles homonymes, voir Tauscher.
Hans-Jörg Tauscher, né le 15 septembre 1967 à Oberstdorf, est un skieur alpin allemand, champion du monde de descente en 1989.

## Championnats du monde
- Championnats du monde de 1989 à Vail (États-Unis) :
  -  Médaille d'or en descente

## Coupe du monde
- Meilleur résultat au classement général : 28e en 1989

### Saison par saison
- Coupe du monde 1987 :
  - Classement général : 102e
- Coupe du monde 1988 :
  - Classement général : 86e
- Coupe du monde 1989 :
  - Classement général : 28e
- Coupe du monde 1990 :
  - Classement général : 59e
- Coupe du monde 1991 :
  - Classement général : 70e
- Coupe du monde 1992 :
  - Classement général : 29e
- Coupe du monde 1993 :
  - Classement général : 63e
- Coupe du monde 1994 :
  - Classement général : 88e
- Coupe du monde 1995 :
  - Classement général : 124e

## Arlberg-Kandahar
- Meilleur résultat : 3e place dans la descente 1992 à Garmisch